# Beat Sneak Bandit
Beat Sneak Bandit est un jeu vidéo de puzzle et de rythme développé et édité par Simogo, sorti en 2012 sur iOS.

## Accueil

### Critique
- TouchArcade : 5/5[1]

### Récompenses
Le jeu a reçu le Prix du meilleur jeu mobile lors de l'Independent Games Festival 2012 ainsi que deux mentions honorables dans les catégories Excellence en Arts visuel et Excellence en Son.